# 8239 Signac
8239 Signac è un asteroide della fascia principale. Scoperto nel 1973, presenta un'orbita caratterizzata da un semiasse maggiore pari a 3,1475370 UA e da un'eccentricità di 0,1185037, inclinata di 1,25900° rispetto all'eclittica.